# نانسي كيلي
نانسي كيلي (بالإنجليزية: Nancy Kelly)‏ (و. 1921 – 1995 م) هي ممثلة مسرحية، وممثلة أفلام، وممثلة تلفزيونية، من الولايات المتحدة الأمريكية، ولدت في لوويل، توفيت عن عمر يناهز 74 عاماً بسبب السكري.

## جوائز وترشيحات
حصلت على جوائز منها:
- جائزة توني لأفضل ممثلة مسرحية [الإنجليزية]‏ (1955).

ترشحت لـ:
- جائزة الأوسكار لأفضل ممثلة، عن عمل: The Bad Seed (1956 film) [الإنجليزية]‏ (1956).

## وصلات خارجية
- نانسي كيلي على موقع IMDb (الإنجليزية)
- نانسي كيلي على موقع روتن توميتوز (الإنجليزية)
- نانسي كيلي على موقع ألو سيني (الفرنسية)
- نانسي كيلي على موقع تيرنر كلاسيك موفيز (الإنجليزية)
- نانسي كيلي على موقع أول موفي (الإنجليزية)
- نانسي كيلي على موقع قاعدة بيانات برودواي على الإنترنت (الإنجليزية)
- نانسي كيلي على موقع قاعدة بيانات الأفلام السويدية (السويدية)
- نانسي كيلي على موقع إن إن دي بي (الإنجليزية)
- نانسي كيلي على موقع قاعدة بيانات الفيلم (الإنجليزية)
- نانسي كيلي على موقع كينوبويسك (الروسية)